# 埤角
埤角，是台灣新北市新莊區的一個地名，位於該區西南部，範圍大致包括龍福里、龍鳳里東北端除外部分、裕民里東南端。

## 歷史
台灣清治末期至日治前期，埤角地區為一街庄，稱為「營盤庄」，隸屬於興直堡。該庄西北與頂坡角庄為鄰，東北與營盤庄為鄰，東邊及南邊隔塔寮坑溪與桕仔林庄、三角埔庄為界，西邊為塔藔坑庄。
1920年（日治大正九年），該庄改制為「埤角」大字，隸屬於臺北州新莊郡新莊街，大字下設有「下埤角」、「頂埤角」小字名。戰後新莊街改制為新莊鎮，隸屬於臺北縣，大字亦改制為里。其後新莊鎮先後改制為新莊市、新莊區。由於人口增加，如今埤角地區已細分為多個里。

## 交通
台北捷運中和新蘆線有進入埤角地區，並設立迴龍站作為起訖站。隣近居民可由此路線及相關路網快速前往大台北地區各地，或至台北車站轉搭高鐵、台鐵或客運前往全台各地。
省道台1線經過本地區西北端，往東可前往臺北、基隆等地，往西可前往桃園、新竹及中南部地區。

## 學校
- 丹鳳高中
- 裕民國小（部分）